# Marphysa sebastiana
Marphysa sebastiana är en ringmaskart som beskrevs av Steiner och Ayrton Amaral 2000. Marphysa sebastiana ingår i släktet Marphysa och familjen Eunicidae. Inga underarter finns listade i Catalogue of Life.